# Bengt Nilsson
Bengt Nilsson (17. února 1934 – 11. května 2018) byl švédský atlet, mistr Evropy ve skoku do výšky z roku 1954.
Jeho nejúspěšnější sezónou byl rok 1954. Výkonem 202 cm zvítězil na mistrovství Evropy v Bernu, během tohoto roku celkem čtyřikrát zlepšil švédský rekord ve skoku do výšky (nejlépe 211 cm).